# Wumvu
Ne doit pas être confondu avec Humbu.
Les Wumvu ou Wumbu (aussi appelé Houmbou ou Bawoumbou) sont un peuple du Gabon, établi au Sud-Est, dans la province du Haut-Ogooué (Franceville, Boumango) et au Sud dans la province de la Ngounié (Malinga, Lékindou). 

## Répartition géographique
Les Wumvu vivent dans la Ngounié aux environs de Malinga et Mbigou, et on retrouve les Wumbu dans l’est du Gabon, au nord de Franceville.Ils forment le même peuple avec les Bahumbu du Congo-Kinshasa.

## Langue
Les Wumvu parlent le wumvu, une langue bantoue.